# 탈리아 (가수)
탈리아(Thalía, 1971년 8월 26일 ~ )는 멕시코의 가수, 배우, 패션 디자이너이다. 전세계적으로 영향력 있는 멕시코 여성 솔로 가수 중 한 명이며, 미디어에서는 때때로 "라틴 팝의 여왕"으로 불리고 있다.
모국어인 스페인어를 포함해 타갈로그어, 프랑스어, 영어로도 노래를 불렀다. 솔로 활동을 하면서 전세계적으로 음반 2500만 이상 부를 팔았으며, 다수의 곡이 차트 탑10에 들었다. 그 중 16곡은 차트 1위를 하였다. 빌보드 라틴 뮤직 어워드에 17회 지명, 라틴 그래미상에는 7회 지명되었다.
가수 뿐만 아니라 배우로도 활발히 활동했다. 탈리아가 주연을 맡은 텔레노벨라 방송들은 180개 이상 국가에서 방영되었다. 공공연히 "텔레노벨라의 여왕"으로도 불리고 있다. 멕시코의 미디어 기업 텔레비사는 탈리아를 역사상 최고 수익 텔레노벨라 배우로 선정했다. 빌보드는 탈리아를 전세계에서 가장 유명한 스페인어 연속극 스타라고 거론했다.
2011년 테라 네트웍스는 "라틴 음악계의 파워풀하고 아이코닉한 여성" 명단에 탈리아를 포함했다. 2013년 12월 5일, 음악적 성취를 인정 받아 할리우드 명예의 거리에 입성했다.

## 음반 목록
- Thalía (1990)
- Mundo de cristal (1991)
- Love (1992)
- En éxtasis (1995)
- Amor a la Mexicana (1997)
- Arrasando (2000)
- Thalía (2002)
- El Sexto Sentido (2005)
- Lunada (2008)
- Habítame siempre (2012)
- Amore Mío (2014)
- Latina (2016)